# Tout le monde chante
Pour plus de détails, voir Fiche technique et Distribution.
Tout le monde chante (It Happened in Brooklyn) est un film américain en noir et blanc réalisé par Richard Whorf, sorti en 1947.

## Synopsis
La guerre est finie. En Angleterre, Danny Webson Miller et d'autres soldats américains attendent un bateau pour rentrer aux États-Unis. Danny rencontre Jamie Shellgrove, le neveu très timide du duc de Dunstable. Le duc lui confie qu'il aimerait que son neveu surmonte sa timidité. Danny invite alors Jamie à venir chez lui, à Brooklyn. Lors de son premier jour à Brooklyn, Danny rencontre Anne Fielding, une jeune chanteuse qui enseigne la musique dans l'école qu'il a fréquentée étant enfant. Pour lui, c'est le coup de foudre. 
Une fois à Brooklyn, l'intrigue du film tourne autour de personnages réalisant leurs rêves d'échapper au dur labeur de la classe ouvrière : pour Danny, ce serait de devenir chanteur/musicien plutôt que livreur ; pour Jamie, sortir de son extrême timidité, se marier et devenir compositeur. Quant à Anne, elle aimerait abandonner son travail pour jouer à l'opéra.

## Fiche technique
- Titre : Tout le monde chante
- Titre original : It Happened in Brooklyn
- Réalisation : Richard Whorf
- Scénario : Isobel Lennart, d'après une histoire de Jack McGowan
- Musique : Johnny Green
- Photographie : Robert H. Planck
- Montage : Blanche Sewell
- Direction artistique : Cedric Gibbons et Leonid Vasian
- Décorateur de plateau : Alfred E. Spencer et Edwin B. Willis
- Chorégraphe : Jack Donohue
- Production : Jack Cummings
- Société de production : Metro-Goldwyn-Mayer
- Société de distribution : Loew's Inc.
- Pays de production :  États-Unis
- Langue d'origine : anglais américain
- Format : noir et blanc — pellicule : 35 mm — image : 1,37:1 — son : mono (Western Electric Sound System)
- Genre : film musical, comédie romantique
- Durée : 104 minutes
- Dates de sortie : 
  - États-Unis : 13 mars 1947 (New York)
  - États-Unis : 7 avril 1947 (sortie nationale)

## Distribution
- Frank Sinatra : Danny Webson Miller
- Kathryn Grayson : Anne Fielding
- Peter Lawford : Jamie Shellgrove
- Jimmy Durante : Nick Lombardi
- Gloria Grahame : infirmière
- Marcy McGuire : Rae Jakobi
- Aubrey Mather : Digby John
- Tamara Shayne : Mme Kardos
- William Roy : Leo Kardos
- Bobby Long : Johnny O'Brien
- William Haade : le sergent de police